# Weltpolitik
Con el término alemán Weltpolitik (Política mundial, en español ) se denomina a la estrategia que fue adoptada en Alemania a finales del siglo XIX por el emperador Guillermo II, reemplazando así a la Realpolitik.

## Características
Esta nueva estrategia armamentística era más agresiva, lo que resultó en un conflicto entre Alemania y las demás naciones, por lo que se la considera responsable de una serie de crisis diplomáticas que precedieron a la Primera Guerra Mundial. Dicha política pretendía encontrar un lugar en el espacio europeísta para Alemania proporcional a su creciente poder industrial, principalmente mediante la creación de un imperio colonial que pudiera rivalizar con el de otras potencias. El elemento más espectacular en esta política fue la creación de la Marina Imperial (también conocida como la Flota de Altamar), una flota que pudiera rivalizar, e incluso superar, en fuerza a la Armada Real del Reino Unido. Esto condujo a una carrera en el desarrollo naval entre Alemania y Gran Bretaña.
A pesar de ser antiguos rivales en sus ambiciones imperialistas, Francia, Reino Unido y Rusia, se aliaron contra el poder naval alemán. De esta manera se dividió Europa mediante dos estructuras de tratados entre las grandes potencias: la Triple Entente por parte de Francia, Rusia y Gran Bretaña; y la Triple Alianza entre Alemania, el Imperio austrohúngaro e Italia.

## Metodología operativa
En gran parte, la Weltpolitik era vista como una consecuencia del desarrollo industrial de Alemania en los últimos años. Mientras que anteriormente el nacionalismo se había centrado en la unificación de Alemania, tras lograr afianzarla definitivamente, los nacionalistas alemanes buscaron aumentar el poder internacional de Alemania, por lo que se pensó que el imperio colonial era algo esencial. La doctrina del darwinismo social, la cual proclamaba la supervivencia del más fuerte aplicada a los Estados así como a los individuos. Si un estado no intentaba expandirse, sería debilitado o destruido.